# Grzegorz Sodolski
Grzegorz Stanisław Sodolski  (ur. 1963 w Kaliszu) – polski dowódca wojskowy; generał dywizji Wojska Polskiego, szef Departamentu Budżetowego MON (2009–2015).

## Życiorys
Grzegorz Sodolski urodził się w 1963 w Kaliszu.

### Wykształcenie
Absolwent Wyższej Szkoły Oficerskiej Służb Kwatermistrzowskich (1988) i Akademii Ekonomicznej w Poznaniu, studiów podyplomowych z organizacji i zarządzania na Politechnice Białostockiej. Uczestniczył w licznych szkoleniach i kursach z zakresu finansów publicznych, rachunkowości, budżetu zadaniowego, kontroli zarządczej oraz zarządzania projektami i zasobami obronnymi organizowanych przez Ministerstwo Finansów oraz zagraniczne ośrodki i uczelnie, w tym Naval Postgraduate School w Monterey.

### Służba wojskowa
We wrześniu 1984 podjął studia wojskowe jako podchorąży Wyższej Szkoły Oficerskiej Służb Kwatermistrzowskich w Poznaniu, które ukończył w 1988. W sierpniu tego roku promowany był na pierwszy stopień oficerski – podporucznika. Zawodową służbę rozpoczął w 1988 na stanowisku w zarządzaniu finansami. Był m.in. szefem służby finansowej w pułku łączności, starszym specjalistą w oddziale finansów okręgu wojskowego, szefem oddziału w Departamencie Budżetowym, dyrektorem w Departamencie Spraw Socjalnych oraz zastępcą dyrektora Departamentu Budżetowego. Pełnił służbę w polskich kontyngentach wojskowych, w misjach  ONZ UNDOF w Syrii i operacjach NATO IFOR i SFOR na Bałkanach. W latach 1998–1999 współorganizował, w przeddzień przystąpienia, funkcjonowanie Polskiego Przedstawiciela Wojskowego w Komitecie Wojskowym NATO oraz kierował wykonaniem narodowych zobowiązań wynikających z utworzenia Międzynarodowego Korpusu Północny Wschód w Szczecinie, m.in. przewodnicząc Komitetowi Finansów Korpusu. Brał udział w pracach komitetów finansów i administracji NATO oraz odpowiadał za organizację finansowania licznych projektów związanych z pobytem wojsk sojuszniczych w Polsce. W latach 2007–2008 był szefem Departamentu Spraw Socjalnych. Od 15 kwietnia 2009 kierował Departamentem Budżetowym MON, w którym służył od jedenastu lat. W 2009 prezydent RP Lech Kaczyński mianował go na stopień generała brygady. W Departamencie Budżetowym MON zajmował się przygotowaniem i realizacją budżetu MON, kierując oddziałami polityki budżetowej i planowania budżetu, był także wówczas odpowiedzialny w tym departamencie za współpracę z NATO. 1 sierpnia 2015 prezydent RP Bronisław Komorowski mianował go na stopień generała dywizji. W latach 2015–2018 był zastępcą szefa sztabu Sojuszniczego Dowództwa Transformacji – HQ SACT (Norfolk, Stany Zjednoczone). W 2018 po 34 latach służby zakończył zawodową służbę wojskową. Interesuje się żeglarstwem i narciarstwem.

## Awanse
- podporucznik – 1988[11]

(...)
- generał brygady – 2009[12]
- generał dywizji – 1 sierpnia 2015[13][5]

## Ordery, odznaczenia i wyróżnienia
- Srebrny Krzyż Zasługi – 2000[14]
- Gwiazda Iraku – 2007

i inne

## Linki zewnętrzn e
- gen. bryg. Grzegorz Sodolski (11.2017) – fotografia (1)